# お天気チャンネル (テレビ番組)
お天気チャンネル（おてんきチャンネル）は、1988年10月10日から1989年9月29日まで毎週月 - 金曜午後4時台にフジテレビで放送されていた気象情報番組である。

## 概要
- 徹底的にお天気にこだわった異色の番組で、CGも番組独自のものを使用。第3制作部（現・情報制作センター）をメーンに共同テレビが月・水・金、日本テレワークが火・木の制作を担当。

## 放送時間

### 番組前期（1988年10月10日〜1989年3月17日）
- 16:01 - 16:55（日本時間）　フジテレビ第1スタジオから生放送
  - 16:01スタートなのは『ショットガン』があったため。番組表もそうなっていた。

### 番組後期（1989年4月10日〜1989年9月29日）
- 16:00 - 16:30（日本時間）　
  - 『パラダイスGoGo!!』開始により短縮、スタジオも『パラGo』に提供したため、関東各地から生中継形式に。

## コーナー
- 天気予報（全国・関東）
- きょうの指数
- お天気特集
- お天気中継（フジ系列局と関東）
- お天気クイズ（1988年11月まで）
- 暮らしと天気

## 出演
メインキャスター（MC)
- 荻島正己
- 八木亜希子（元フジテレビアナウンサー）※1989年4月以降、月曜日は『笑っていいとも』のテレフォンアナウンサーを兼務。
- 太平シロー

その他
- 松本明子（お天気中継担当）
- 山藤芳子（レポーター）
- きゃんみゆき（レポーター）
- お天気解説者（日替わり）

## お天気中継
関東ローカル番組にもかかわらず、1日に系列局3局（後期は1日全くなしか1局）からのリレー生中継があり、気象にちなんだ話題を放送していた。ちなみに関西テレビと東海テレビ、九州の一部のクロスネット局は不参加で、関西テレビはナイターの番宣に1度登場したのみであった。
関東の中継は毎日あり、担当は『オールナイトフジ』での放送禁止用語発言後の出入り禁止を解かれたばかりの松本明子であった。

## その他
- 今では当たり前になった「○○指数」をよく紹介していた。
- 天気予報で使用した気象衛星ひまわりの画像、各地の予報等のCGは、ウェザーニューズが開発した気象情報送出システム「GW-DEKITA」によるものであった。
- お天気解説には平等に日本気象協会とウェザーニューズの解説者が毎日交替で出演していた。
- この頃、太平サブロー・シローは吉本興業を辞め上京していた不遇の時代だった。よく相方のサブローが見学に来ていた。
- のちに女子アナの鑑とまで言われる八木亜希子のデビュー作だったが、当時は同期の有賀さつき、河野景子（後に八木を含め「花の3人娘」と呼ばれることになる）ばかりに脚光が浴びせられており、ついには1989年春の改編のキャラに2名が抜擢されることとなる。関東ローカルの番組しか持たせてもらえない八木にシローは、「ほれ、（春から）有賀、河野はフジの顔だぞ！」「お前は（アナウンス部の）茶碗洗いだから」とバカにされるという、当時は非常に陰ひなたな位置だった（当時、部内の雑用はすべて新人がやっていた）。
- キュー出し後、八木が台本のかわりに読みかけの「ビッグコミックスピリッツ」を持って出るという大失態をした。「愛読書なもので・・・」と気にとめる様子もなかったが、始末書を書かされたらしい。
- 荻島と八木は番組終了翌年夏に「アンテナホット7」で再タッグを組む。
- CM前のアイキャッチにWinkの「風の前奏曲（プレリュード）」のイントロ部分が使用された。

## 昭和天皇崩御時の対応
- 1989年2月24日の昭和天皇の大喪の礼の日は89分の拡大版（16:01～17:25）で放送され、テレビ熊本など一部ネットした局があった。全員略礼服（1989年1月9日も）を着ての出演だったが、控えめながらも普段どおりの進行で、天皇崩御、明仁天皇即位、大喪の礼に関するコメントは一切なかった。

| フジテレビ 月〜木曜16時台                                                                         | フジテレビ 月〜木曜16時台                  | フジテレビ 月〜木曜16時台                                                                            |
| 前番組                                                                                            | 番組名                                     | 次番組                                                                                               |
| ------------------------------------------------------------------------------------------------- | ------------------------------------------ | --- |
| ひらけ!ポンキッキ（再） （平日16:00 - 16:30）アナウンサーぷっつん物語（再） （平日16:30 - 17:25） | お天気チャンネル （1988年10月〜1989年3月） | お天気チャンネル （平日16:00 - 16:30） ※30分縮小Gu-Guガンモ（再） （16:30 - 17:00）                  |
| フジテレビ 月〜木曜16時台前半枠                                                                   |                                            | |
| お天気チャンネル （平日16:00 - 16:55）                                                            | お天気チャンネル （1989年4月〜9月）        | ハートに火をつけて!（再） （平日16:00 - 16:55）                                                      |
| フジテレビ 金曜16時台                                                                             |                                            | |
| ひらけ!ポンキッキ（再） （平日16:00 - 16:30）アナウンサーぷっつん物語（再） （平日16:00 - 16:55） | お天気チャンネル （1988年10月〜1989年3月） | お天気チャンネル （平日16:00 - 16:30） ※30分縮小名門!第三野球部 （16:30 - 17:00） ※土曜19:30より移動 |
| フジテレビ 金曜16時台前半枠                                                                       |                                            | |
| お天気チャンネル （平日16:00 - 16:55）                                                            | お天気チャンネル （1989年4月〜9月）        | ハートに火をつけて! （平日16:00 - 16:55）                                                            |